# ジョー・サイズマン
ジョー・サイズマン（Joseph Robert Theismann, 1949年9月9日 - ）は、アメリカ合衆国ニュージャージー州ニューブランズウィック出身のアメリカンフットボールの元選手・評論家・企業スポークスマン・レストラン経営者である。クォーターバックとして、CFL、NFLで15年間プレーした。NFLではワシントン・レッドスキンズに12シーズン所属し、2年連続スーパーボウル出場と第17回スーパーボウル制覇に貢献した。2003年にカレッジフットボール殿堂入り。
1985年に怪我により引退した後は、20年間ESPNでスポーツキャスターを務めた。
2011年からは、レッドスキンズのプレシーズン番組を担当し、NFLネットワークの様々な番組でアナリストとしても出演している。
サイズマンは元NFL選手としての活動だけでなく、1975年設立のレストランを経営していることが知られており、様々な企業のイベントでスポークスマンを務めることでも知られている。

## 経歴

### プロ入りまで
オーストリア人の父親とハンガリー人の母親の間に生まれた彼はニュージャージー州サウスリバーで成長した。地元の高校に進学した彼は野球、バスケットボール、アメリカンフットボールをプレーした。高校時代のチームメートにはドリュー・ピアソンがいる。ノートルダム大学より奨学金のオファーを受けて進学した。大学では2年次のシーズン途中にテリー・ハンラティが負傷した後、先発QBを務め残り3試合で2勝1分の成績を残した。3年次の1969年、彼はチームを全米ランクで5位に導いたがコットンボウルではテキサス大学に17-21で敗れた。4年次の1970年、彼はUSC戦で大学記録となる526ヤードを獲得するなど、同じく大学記録となるシーズン2.429ヤード、16TDパスをあげて、チームを10勝1敗で全米ランク2位に導いた。この年もコットンボウルでテキサス大学と対戦、24-11で勝利した。この年彼はオールアメリカンに選ばれるとともに、ハイズマン賞の投票でもジム・プランケットに次ぐ2位の得票を得た。大学では先発QBとして20勝3敗2分、4,411ヤードを獲得、31TDパスをあげた。4,411ヤードはノートルダム大学の歴代5位の記録となっている。なお、4年次のシーズン前に、名字の発音をもともとの「シーズマン（THEES-man）」から、ハイズマンに韻を踏んだ「サイズマン」に変えている。
2003年にカレッジフットボール殿堂入りを果たした。ノートルダム大学のQBで殿堂入りを果たしたのはアンジェロ・ベルテリ、ジョン・ルジャック、ポール・ホーナングらに次いで彼で8人目であった。

### CFL時代
1971年のNFLドラフト4巡でマイアミ・ドルフィンズ、1971年のMLBドラフト39巡でミネソタ・ツインズに指名されたが、ドルフィンズでは既にボブ・グリーシーが先発QBとして活躍し、サイズマンをWRに転向させることも考えていたことため、CFLのトロント・アルゴノーツと年5万ドルで契約した。この年チームは10勝4敗でグレイ・カップに出場したがカルガリー・スタンピーダーズに11-14で敗れた。この年彼はパス278回中148回成功、2,440ヤード、17TD、21INTの成績を残した。
1972年は怪我のためパス127回中77回成功、1,157ヤード、10TDに数字を落とした。
1973年はパス274回中157回成功、2,496ヤード、13TD、13INTの成績を残した。1971年と1973年はCFLのオールスターに選ばれた。

### ワシントン・レッドスキンズ
1974年にワシントン・レッドスキンズが1976年のドラフト1巡指名権とのトレードでサイズマンとの交渉権を獲得した。（ドルフィンズはこの指名権で後にラリー・ゴードンを獲得する。）
レッドスキンズには既にソニー・ジャーゲンセン、ビリー・キルマーというベテランQBがいたが、「年寄りなどすぐに追い抜ける」とサイズマンが口を滑らせたため、2人が意地になって活躍（ジャーゲンセンは40歳のシーズンにQBレイティング1位の成績を残して引退する）。そのため、サイズマンは1年目1974年にQBとしての出番は少なく（パス9/11 1TD）、怪我をしたパントリターナーの代わりに出場することもあった。
1978年にビリー・キルマーに代わりエースQBとなった。
ストライキで短縮された1982年シーズンにチームは第17回スーパーボウルに進出、マイアミ・ドルフィンズを17-13で破り40年ぶりにNFLチャンピオンとなった。この試合で彼は2TDをあげた。
1983年、シーズンMVPに選ばれる活躍を見せて、チームを第18回スーパーボウルに導いたが、オークランド・レイダースに敗れて連覇は果たせなかった。

### キャリアを終わらせた負傷
1985年11月18日のマンデーナイトフットボール、ニューヨーク・ジャイアンツ戦でローレンス・テイラーとハリー・カーソンにサックされた際、右足の脛骨を骨折した。そのプレーではレッドスキンズはフリーフリッカーのプレーをコール、サイズマンがFBジョン・リギンズにハンドオフした後、リギンズからサイズマンに戻すトリックプレーであったが、ジャイアンツの守備陣はだまされず、サイズマンにブリッツし、テイラーの膝がサイズマンの足に当たった。この時の負傷がもとでサイズマンは36歳で現役を引退した。
2009年に全米で公開された映画『しあわせの隠れ場所』では彼が負傷したこのプレーがハイライトとして流される。このプレーを機に右利きのQBのブラインドサイドを守るレフトタックルの重要性が増した。
2018年11月18日に同じレッドスキンズのQBアレックス・スミスがヒューストン・テキサンズのカリーム・ジャクソンとJ・J・ワットにサックされた際、同様の怪我を負っている。

### 解説者として
現役時代の1985年1月に行われた第19回スーパーボウルの放送に加わっている。現役選手でスーパーボウルの中継に出演したのは第2回スーパーボウルでのジャック・ケンプ以来となる2人目のことであった。
1986年、1987年はCBSのNFLカバレッジで解説者を務めた。また1988年から2005年まではESPNのサンデーナイトフットボール、2006年はマンデーナイトフットボールで解説を務めた。
2007年3月26日、ESPNはロン・ジャウォースキーを彼の代役とすることを発表、カレッジフットボールの解説者となることを提案されたがこれを拒否した。
2009年9月16日、NFLネットワークがサイズマンをアメリカ東部時間の木曜、金曜の午後6時から放送されるプレイブックという番組のアナリストに起用することを発表した。
2010年1月9日に行われたニューヨーク・ジェッツシンシナティ・ベンガルズとのAFCワイルドカードプレーオフの解説を元レッドスキンズヘッドコーチのジョー・ギブスと務めた。

### 俳優活動
トラック野郎!B・J（1981年）、キャノンボール2（1983年）、ダニーのサクセス・セラピー（2013年）、ブルックリン・ナイン-ナイン（2014年）などに出演している。
2010年9月6日、NFLネットワークはサーズデイナイトフットボールの放送チームの一員としてサイズマンを加える発表をした。マット・ミレン、ボブ・パパとの放送チームはNBCが放送する試合でもチームを組んだ。